# Śmigłowcowa Służba Ratownictwa Medycznego

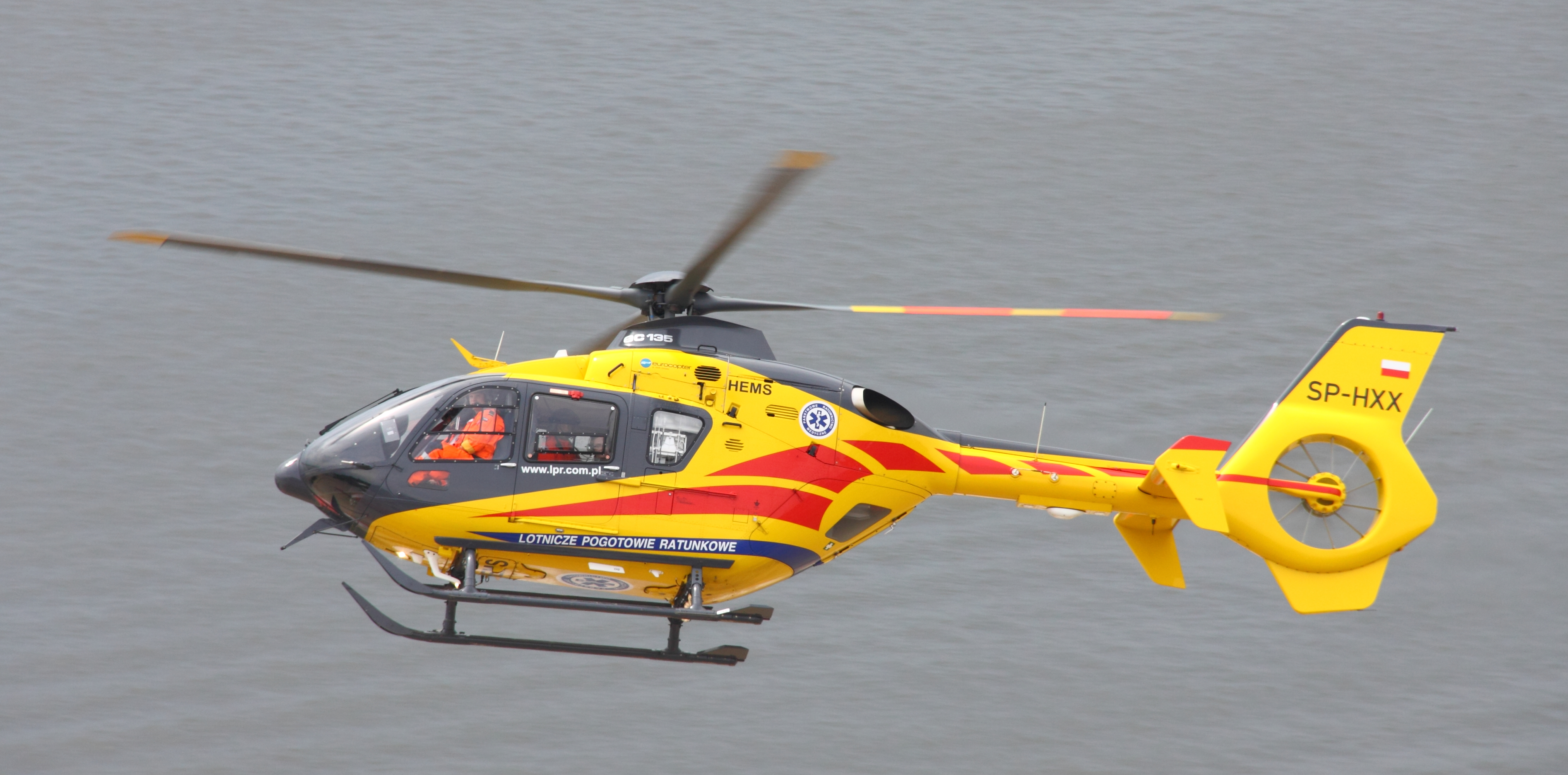
Śmigłowiec Eurocopter EC135 jest podstawowym śmigłowcem Lotniczego Pogotowia Ratunkowego

Śmigłowcowa Służba Ratownictwa Medycznego (HEMS, ang. Helicopter Emergency Medical Service) – służba ratownictwa medycznego, wykonująca zadania z zakresu ratownictwa medycznego, lotniczego transportu ratowniczego i sanitarnego. W Polsce rolę tę pełni powstałe  w 2000 roku Lotnicze Pogotowie Ratunkowe.